# Best of 1990–2005
Best of 1990–2005 ist das erste Best-of-Album der deutschen Hip-Hop-Gruppe Die Fantastischen Vier. Es erschien am 11. November 2005 über die Labels Four Music und Sony Music.

## Inhalt
Die auf dem Album enthaltenen Lieder sind größtenteils Songs, die auf den zuvor veröffentlichten sechs Studioalben der Band enthalten sind. So stammen neun Stücke vom Album Lauschgift (1995), während sechs Titel 4:99 (1999) entnommen wurden. Jeweils fünf Tracks erschienen zuvor auf den Alben Jetzt geht’s ab (1991) und Die 4. Dimension (1993). Vier Lieder wurden auf 4 gewinnt (1992) veröffentlicht und drei Songs waren auf Viel (2004) enthalten. Zudem sind die Stücke Raus und Der Picknicker (Benztown RMX) dem Album Live und direkt (1996) entnommen, während Spiesser ’94 auf dem Kollaboalbum Megavier (1994) mit der Band Megalomaniax erschien. Der Titel Millionen Legionen Unplugged stammt vom Livealbum MTV Unplugged: Die Fantastischen Vier (2000).

## Produktion
Die auf Best of 1990–2005 enthaltenen Lieder wurden zum Großteil von Die Fantastischen Vier selbst produziert.

## Covergestaltung
Das Albumcover zeigt Fotos der vier Bandmitglieder – Thomas D, Michi Beck, And.Ypsilon und Smudo. Dabei sind alle Mitglieder jeweils zweimal – zur Erscheinungszeit des Albums und zu Beginn ihrer Karriere – zu sehen. Am oberen Bildrand stehen die grauen Schriftzüge Die Fantastischen Vier und Best of 1990–2005. Der Hintergrund ist weiß gehalten.

## Titelliste
CD 1
| #  | Titel                  | Länge | Album (Jahr)            |
| -- | ---------------------- | ----- | ----------------------- |
| 1  | Jetzt geht’s ab        | 3:23  | Jetzt geht’s ab (1991)  |
| 2  | Hausmeister Thomas D   | 3:09  | Jetzt geht’s ab (1991)  |
| 3  | Mikrofonprofessor      | 2:05  | Jetzt geht’s ab (1991)  |
| 4  | Hausmarke ist…         | 0:12  | Jetzt geht’s ab (1991)  |
| 5  | Böse                   | 2:31  | Jetzt geht’s ab (1991)  |
| 6  | Die da ?!?             | 4:11  | 4 gewinnt (1992)        |
| 7  | Saft                   | 4:38  | 4 gewinnt (1992)        |
| 8  | Lass die Sonne rein    | 4:10  | 4 gewinnt (1992)        |
| 9  | Es wird Regen geben    | 3:36  | 4 gewinnt (1992)        |
| 10 | Die 4. Dimension       | 4:38  | Die 4. Dimension (1993) |
| 11 | Tag am Meer            | 4:18  | Die 4. Dimension (1993) |
| 12 | Zu geil für diese Welt | 4:08  | Die 4. Dimension (1993) |
| 13 | Schizophren            | 5:03  | Die 4. Dimension (1993) |
| 14 | Genug ist genug        | 4:04  | Die 4. Dimension (1993) |
| 15 | Spiesser ’94           | 1:38  | Megavier (1994)         |
| 16 | Lauschgift             | 0:17  | Lauschgift (1995)       |
| 17 | Populär                | 3:28  | Lauschgift (1995)       |
| 18 | Sie ist weg            | 3:52  | Lauschgift (1995)       |
| 19 | Frühstück              | 0:40  | Lauschgift (1995)       |
| 20 | Was geht               | 3:57  | Lauschgift (1995)       |
| 21 | Nur in deinem Kopf     | 3:47  | Lauschgift (1995)       |

CD 2
| #  | Titel                         | Länge | Album (Jahr)                                 |
| -- | ----------------------------- | ----- | -------------------------------------------- |
| 1  | Hey Baby                      | 0:40  | Lauschgift (1995)                            |
| 2  | Michi gegen die Gesellschaft  | 4:54  | Lauschgift (1995)                            |
| 3  | Krieger                       | 6:38  | Lauschgift (1995)                            |
| 4  | Raus                          | 4:03  | Live und direkt (1996)                       |
| 5  | Der Picknicker (Benztown RMX) | 3:55  | Live und direkt (1996)                       |
| 6  | 0:29                          | 0:29  | 4:99 (1999)                                  |
| 7  | MFG                           | 3:34  | 4:99 (1999)                                  |
| 8  | Le Smou                       | 4:37  | 4:99 (1999)                                  |
| 9  | Buenos dias messias           | 4:32  | 4:99 (1999)                                  |
| 10 | Michi Beck in Hell            | 5:12  | 4:99 (1999)                                  |
| 11 | Home Again                    | 0:45  | 4:99 (1999)                                  |
| 12 | Millionen Legionen Unplugged  | 6:14  | MTV Unplugged: Die Fantastischen Vier (2000) |
| 13 | Sommerregen                   | 5:38  | Viel (2004)                                  |
| 14 | Geboren                       | 3:49  | Viel (2004)                                  |
| 15 | Troy                          | 4:34  | Viel (2004)                                  |

## Chartplatzierungen
Best of 1990–2005 stieg am 25. November 2005 auf Platz 26 in die deutschen Albumcharts ein und belegte in den folgenden Wochen die Ränge 37 und 42. Insgesamt konnte es sich zehn Wochen in den Top 100 halten. In Österreich erreichte das Album Position 32 und in der Schweiz Platz 29.
| ChartsChartplatzierungen | Höchstplatzierung | Wochen |
| ------------------------ | ----------------- | ------ |
| Deutschland (GfK)        | 26 (10 Wo.)       | 10     |
| Österreich (Ö3)          | 32 (8 Wo.)        | 8      |
| Schweiz (IFPI)           | 29 (4 Wo.)        | 4      |

## Verkaufszahlen und Auszeichnungen
Best of 1990–2005 wurde im Jahr 2023 in Deutschland für mehr als 100.000 verkaufte Einheiten mit einer Goldenen Schallplatte ausgezeichnet.

| Land/Region        | Auszeichnungen für Musikverkäufe (Land/Region, Auszeichnung, Verkäufe) | Verkäufe |
| ------------------ | ---------------------------------------------------------------------- | -------- |
| Deutschland (BVMI) | Gold                                                                   | 100.000  |
| Insgesamt          | 1× Gold ·                                                              | 100.000  |